# فيليستاس راوش
فيليستاس راوش (بالألمانية: Felicitas Rauch)‏ هي لاعبة كرة قدم ألمانية، ولدت في 30 أبريل 1996 في موندن في ألمانيا. شاركت مع منتخب ألمانيا تحت 17 سنة للسيدات لكرة القدم ومنتخب ألمانيا لكرة القدم للسيدات. أما مع النوادي، فقد لعبت مع توربينه بوتسدام.

## وصلات خارجية
- فيليستاس راوش على موقع الاتحاد الدولي (مؤرشف)  (الإنجليزية)
- فيليستاس راوش على موقع الاتحاد الأوربي (الإنجليزية)
- فيليستاس راوش على موقع قاعدة بيانات كرة القدم.إي يو (الإنجليزية)
- فيليستاس راوش على موقع Soccerway.com (الإنجليزية)
- فيليستاس راوش على موقع عالم كرة القدم.نت (الإنجليزية)